# 慈恩寺 (さいたま市)
慈恩寺（じおんじ）は、埼玉県さいたま市岩槻区大字慈恩寺にある天台宗の寺院である。山号は華林山。院号は最上院。本尊は千手観世音菩薩であり、この寺は坂東三十三観音第12番札所である。また、当寺を由来として大字慈恩寺の地名がある。
本尊真言：おん ばざら たらま きりく そわか
ご詠歌：慈恩寺へ詣る我が身もたのもしや うかぶ夏島（げじま）を見るにつけても

## 歴史

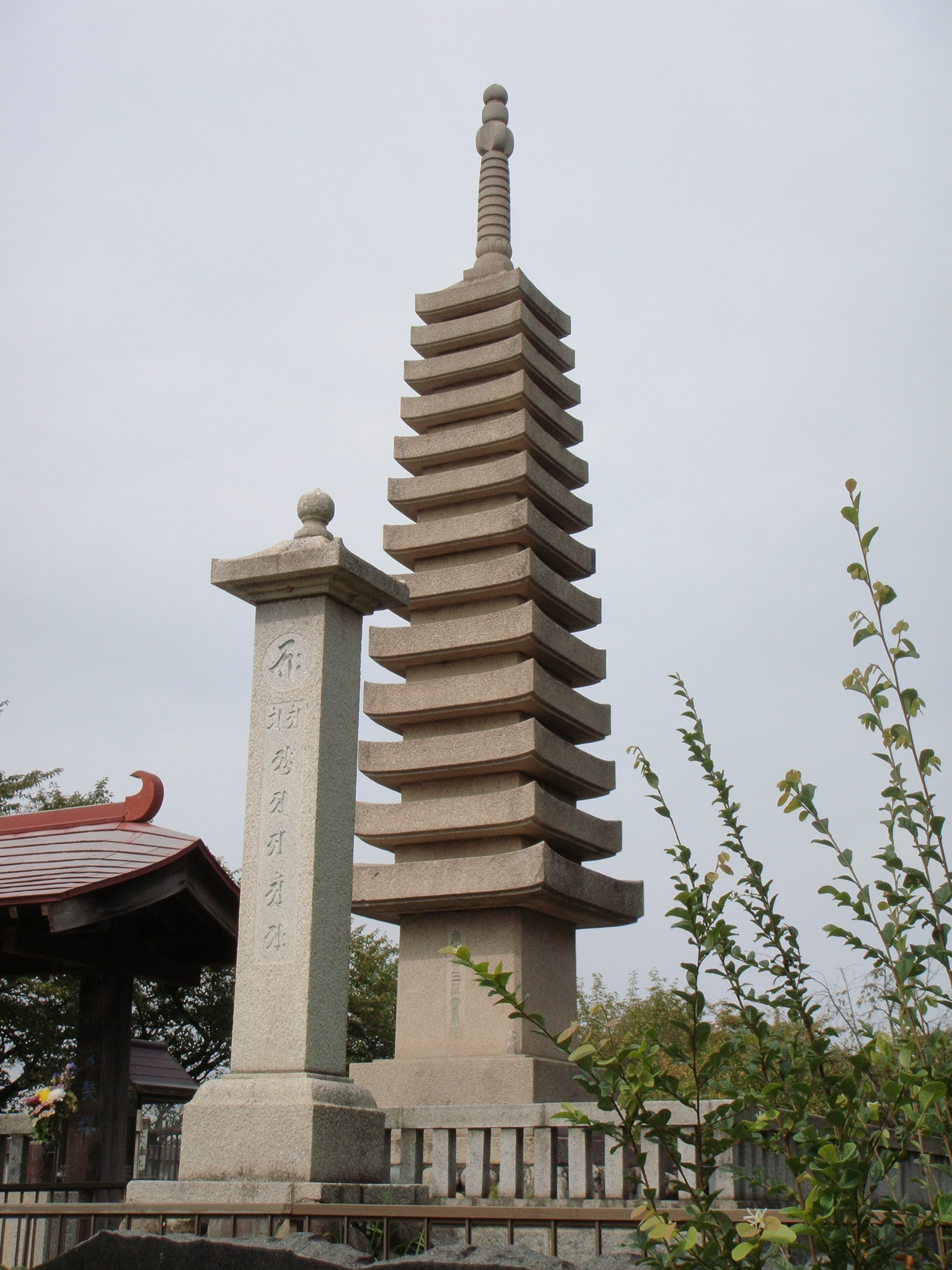
玄奘塔

この寺は、天長年間（824年 - 834年）円仁の開山によって創建されたと伝えられる天台宗。1590年（天正18年）関東に入部した徳川家康から翌1591年（天正19年）に寺領を寄進されている。江戸時代に入ると江戸幕府のほか岩槻城主からも帰依を得た。日中戦争時の1942年（昭和17年）12月に日本軍が南京で発見した玄奘の遺骨の一部が戦後この寺に奉安されることとなり、1953年（昭和28年）5月に十三重の花崗岩の石組みによる霊骨塔・「玄奘塔」が落慶。
1955年（昭和30年）に日台友好のため、台湾に分骨され、現在は日月潭の玄奘寺に奉安されている。1981年（昭和56年）には、玄奘の属する法相宗の薬師寺にも分骨されており、現在は境内の玄奘三蔵院に奉安されている。

## 文化財
- 南蛮鉄灯籠[4]
  - さいたま市指定有形文化財（工芸品）1960年（昭和35年）4月1日指定
  - 天正17年（1589年）建立。伊達与兵衛房実が寄進したもの。
- 慈恩寺文書[5]
  - さいたま市指定有形文化財（古文書）1974年（昭和49年）9月26日指定

## 交通アクセス
- 豊春駅（東武野田線）下車 徒歩25分
- 東岩槻駅（東武野田線）北口からさいたま市コミュニティバス「慈恩寺観音行き」終点下車

## 前後の札所
坂東三十三観音
11 安楽寺 (埼玉県吉見町)　--　12 慈恩寺　--　13 浅草寺

## 外部サイト
- “華林山慈恩寺”. 公式サイト. 2021年3月22日閲覧。
- 坂東札所会サイト
- ウィキメディア・コモンズには、慈恩寺 (さいたま市)に関するカテゴリがあります。